# Herbert Abrams
Herbert Abrams (20. března 1921, Greenfield, Massachusetts – 29. srpna 2003, Kent, Connecticut) byl americký malíř. Byl jedním z předních portrétních umělců své doby, známý pro svůj tradiční realismus. Během své kariéry namaloval více než 400 portrétů.

## Životopis
Narodil se jako 9. dítě v rodině. Jeho rodiče byli imigranti první generace z Německa. Své rané dětství strávil na farmě, ale poté se rodina přestěhovala do Hartfordu v Connecticutu, kde navštěvoval Hartford High School. Po ukončení střední školy navštěvoval norwichskou uměleckou školu (1939–1940) a Pratt Institute. V roce 1942 byl povolán do armády a stal se technikem maskování. Poté byl vycvičen jako pilot a stal se letovým instruktorem. Po druhé světové válce se vrátil na Pratt Institute a absolvoval s vyznamenáním v roce 1946. Pak navštěvoval Art Students League of New York (1948–1953), kde studoval s Frankem Vincentem DuMondem.
Abrams strávil mnoho let života na ulici West 67. v New Yorku, prodával obrazy v Greenwich Village Art Show. Učil také na United States Military Academy ve West Pointu v letech 1953 až 1974. V roce 1961 byl pověřen namalováním portrétu Williama C. Westmorelanda. Jeho práce zahrnují oficiální portréty bývalých prezidentů Jimmyho Cartera a George H. W. Bushe. Tyto portréty v současné době visí v Bílém domě ve Washingtonu, DC. Maloval i oficiální portrét první dámy Barbary Bushové.
Abram trávil poslední roky ve Warrenu v Connecticutu a zemřel na rakovinu v nedalekém Kentu.

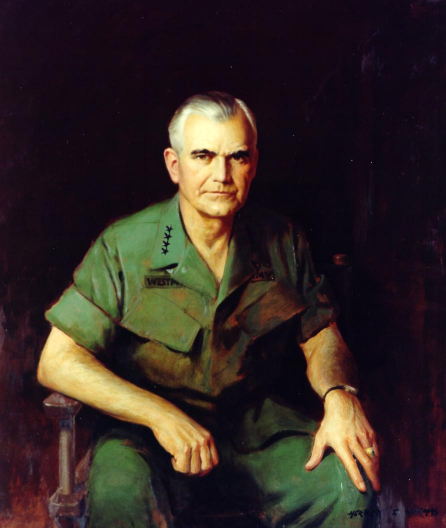
William C. Westmoreland